# Mato Miloš
Mato Miloš (Póla, 1993. június 30. –) horvát válogatott labdarúgó, a lengyel Widzew Łódź középpályása.

## Pályafutása

### Klubcsapatokban
Miloš a horvátországi Póla városában született. Az ifjúsági pályafutását a Jadran Poreč csapatában kezdte, majd a Rijeka akadémiájánál folytatta.
2011-ben mutatkozott be a Rijeka felnőtt keretében. 2013 és 2016 között a Cibalia és az Istra, illetve az olasz Siena, Spezia és Perugia csapatát erősítette kölcsönben. 2017-ben az Istra, majd a portugál első osztályban szereplő Benfica szerződtette. A 2017–18-as szezonban a lengyel első osztályban érdekelt Lechia Gdańsknál szerepelt kölcsönben. 2018-ban a Aveshez igazolt. 2021-ben a horvát Osijekhez csatlakozott. 2022. augusztus 27-én kétéves szerződést kötött a lengyel Widzew Łódź együttesével. Először a 2022. szeptember 4-ei, Lech Poznań ellen 2–0-ra elvesztett mérkőzés 90+1. percében, Karol Danielak cseréjeként lépett pályára. Első gólját 2022. november 12-én, a Korona Kielce ellen idegenben 1–0-ás győzelemmel zárult találkozón szerezte meg.

### A válogatottban
Miloš az U16-ostól az U21-esig minden korosztályos válogatottban is képviselte Horvátországot.
2017-ben debütált a felnőtt válogatottban. Először a 2017. május 28-ai, Mexikó ellen 2–1-re megnyert mérkőzés 90. percében, Nikola Vlašićt váltva lépett pályára.

## Statisztikák
2023. január 28. szerint
| Klub                       | Szezon   | Osztály       | Bajnokság | Bajnokság | Kupa és Ligakupa | Kupa és Ligakupa | Nemzetközi | Nemzetközi | Összesen | Összesen |
| Klub                       | Szezon   | Osztály       | Meccs     | Gól       | Meccs            | Gól              | Meccs      | Gól        | Meccs    | Gól      |
| -------------------------- | -------- | ------------- | --------- | --------- | ---------------- | ---------------- | ---------- | ---------- | -------- | -------- |
| Lechia Gdańsk (kölcsönben) | 2017–18  | Ekstraklasa   | 13        | 0         | 0                | 0                | —          | —          | 13       | 0        |
| Aves                       | 2018–19  | Liga Portugal | 6         | 0         | 1                | 0                | —          | —          | 7        | 0        |
| Aves                       | 2019–20  | Liga Portugal | 15        | 0         | 1                | 0                | —          | —          | 16       | 0        |
| Aves                       | Összesen | Összesen      | 21        | 0         | 2                | 0                | 0          | 0          | 23       | 0        |
| Osijek                     | 2020–21  | 1. HNL        | 13        | 0         | 1                | 0                | —          | —          | 14       | 0        |
| Osijek                     | 2021–22  | 1. HNL        | 22        | 0         | 1                | 0                | 4          | 0          | 27       | 0        |
| Osijek                     | 2022–23  | 1. HNL        | 6         | 0         | 0                | 0                | 1          | 0          | 7        | 0        |
| Osijek                     | Összesen | Összesen      | 41        | 0         | 2                | 0                | 5          | 0          | 48       | 0        |
| Widzew Łódź                | 2022–23  | Ekstraklasa   | 11        | 1         | 1                | 0                | —          | —          | 12       | 1        |
| Összesen                   | Összesen | Összesen      | 86        | 1         | 5                | 0                | 5          | 0          | 96       | 1        |

### A válogatottban
| Válogatott   | Év       | Pályára lépés | Gól |
| ------------ | -------- | ------------- | --- |
| Horvátország | 2017     | 1             | 0   |
| Összesen     | Összesen | 1             | 0   |